# Референдум в Литве (2024)

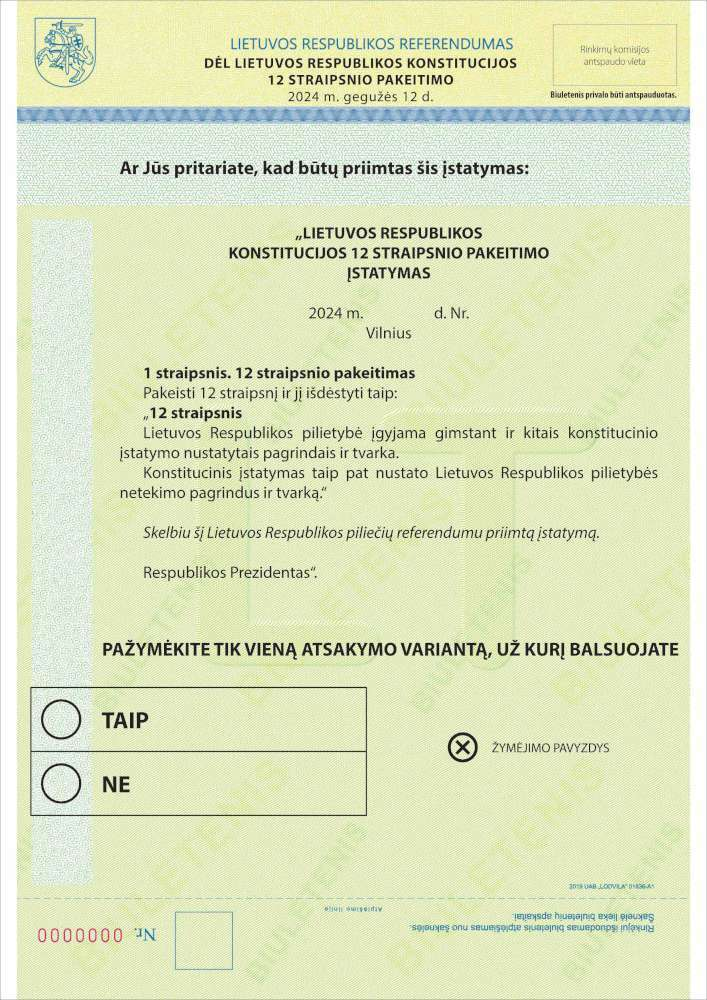
Бюллетень голосования

12 мая 2024 года одновременно с выборами президента страны в Литве прошёл конституционный референдум, в ходе которого избиратели отвечали на вопрос об одобрении внесения в Конституцию поправки, позволяющей гражданам Литвы иметь двойное гражданство. По результатам референдума большинство проголосовавших высказались «за», однако эта инициатива не была принята из-за недостаточной явки избирателей.

## Предыстория
В соответствии с законодательством Литвы, в том числе Конституцией страны, в подавляющем числе случаев владение одновременно двумя гражданствами запрещено. 1 мая 2011 года Европейский союз снял ограничение на трудовую миграцию населения из восьми своих государств-членов, в том числе Литвы, в связи с чем ежегодно около 1000 граждан этой балтийской страны, перебирающихся для работы в страны Западной Европы, вынуждены отказываться от своего гражданства, чтобы получить иное. Высказывались опасения по поводу влияния действующих требований о гражданстве на демографию страны: с 1990 до 2024 годы её население сократилось с 3,5 до 2,8 миллионов человек.
Первый референдум по этому вопросу был проведён в 2019 году. Несмотря на то, что 74 % проголосовавших высказались за внесение изменений в Конституцию, число голосов «за» составило менее 50 % от общего числа зарегистрированных избирателей, необходимых для подтверждения результатов референдума.
За проведение в 2024 году повторного референдума 23 мая 2023 года единогласно проголосовали депутаты Сейма Литовской Республики.

## Кампания
Формулировка поправки к Статье 12 Конституции Литвы выглядела следующим образом:
Гражданство Литовской Республики приобретается по рождению и другим конституционным основаниям, по причинам и в порядке, установленном законом. Положения Конституции также определяют гражданство Литовской Республики, основания и порядок его лишения.
Оригинальный текст (лит.)Lietuvos Respublikos pilietybė įgyjama gimstant ir kitais konstitucinio įstatymo nustatytais pagrindais ir tvarka. Konstitucinis įstatymas taip pat nustato Lietuvos Respublikos pilietybės netekimo pagrindus ir tvarką.

В случае одобрения из Конституции исключалось бы положение «За исключением установленных законом отдельных случаев, никто не может быть одновременно гражданином Литовской Республики и другого государства».

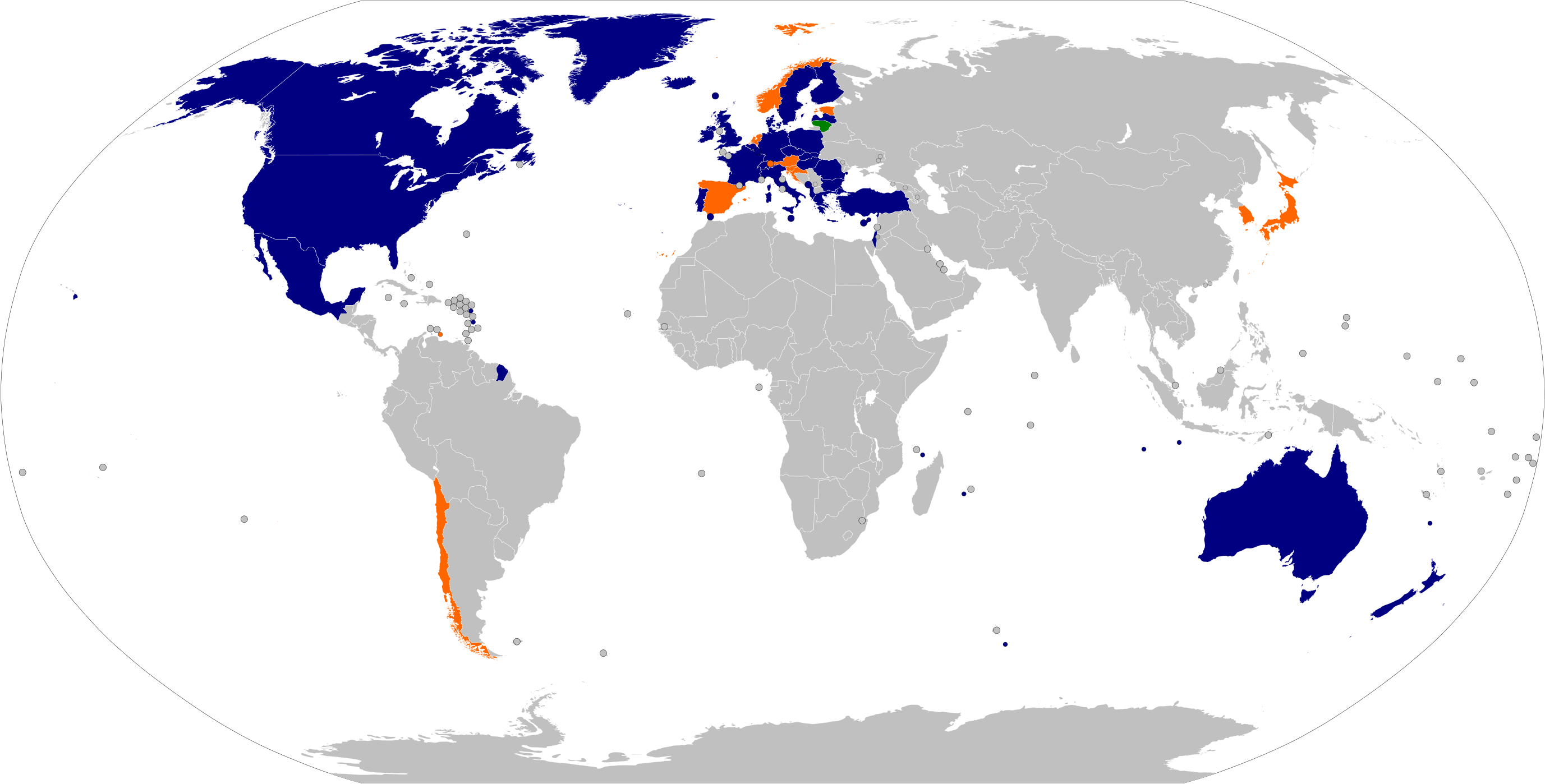
Государства, чьё гражданство потенциально могло бы быть одобрено как второе для граждан Литвы в случае внесения поправки в Конституцию:
Литва
Государства, чьё гражданство могло бы быть получено в качестве второго
Государства, чьё гражданство могло бы быть получено в качестве второго, однако местное законодательство предусматривает ограничения по двойным гражданствам
Государства, чьё гражданство не могло бы быть получено в качестве второго

В соответствии с законопроектом, выдвинутым на референдум, второе гражданство может быть согласовано литовским гражданам, уехавшим в страны, дружественные Литве, к которым относятся страны Европейского союза, НАТО, Европейской экономической зоны или Организации экономического сотрудничества и развития.
За принятие поправки высказались, в частности, кандидаты в президенты Литвы Гедримас Еглинскас, Аурелиюс Верига и Дайнюс Жалимас, а также большинство политических партий страны.
Исследование, проведённое правительством Литвы, показало, что около 60 % респондентов намерены принять участие в референдуме.

## Результаты
Несмотря на то, что «за» внесение поправки высказалось более 74 % проголосовавших, из-за низкой явки (менее 59 % имеющих право голоса) она не была принята, так как набрала лишь около 43 % голосов от общего числа избирателей при необходимых 50 %.
| Выбор                    | Голосов   | %      | % от всего электората |
| ------------------------ | --------- | ------ | --------------------- |
| Да                       | 1 043 265 | 74,49  | 43,44                 |
| Нет                      | 357 274   | 25,51  | 14,87                 |
| Всего                    | 1 400 539 | 100,00 | 58,31                 |
|                          |           |        |                       |
| Действительных голосов   | 1 400 539 | 97,98  |                       |
| Недействительных голосов | 28 843    | 2,02   |                       |
| Всего голосов            | 1 429 382 | 100,00 |                       |
|                          |           |        |                       |
| Электорат                | 2 401 807 | 59,51  |                       |